# Connie Smith
Connie Smith, (Elkhart, 1941. augusztus 14. –) amerikai country-, és gospel-énekesnő. Tinédzserként első zenei élményeit egy négytagú tánccsoport tagjaként szerezte. Az 1960-as évek elején férjhez ment és anya lett, de szabadidejében továbbra is szerepelt dalokkal a helyi rádióban. Egyik fellépése során a country sztárénekes, Bill Anderson tudomást szerzett az „éneklő háziasszonyról”.

## Pályafutása
Kontraalt énekhangját a zenei írók jelentős hatásúnak nevezték a countryzenében. Hasonlóságot észleltek énekstílusa és Patsy Cline countryénekes stílusa között.
Az 1963-ban felfedezett Connie Smith a következő évben leszerződött az RCA Victor Recordshoz. Debütáló kislemezét, az „Once a Day”-t a Grammy-díjra jelölték a legjobb country énekesnő kategóriában, és 1964 novemberében a Billboard Hot Country Songs toplistájának első helyére került. Nyolc hétig maradt az élen. Bár 1991-ben Trisha Yearwood debütáló kislemeze két hétig az első helyre került, de Smith továbbra is a legtöbb hét rekordját őrizte az első helyen minden női country előadónközött. Csak Taylor Swift „We Are Never Ever Getting Back Together” című száma 2012-ben megdöntötte Smith 48 éves rekordját. Smith sikere az 1960-as évek közepén és az 1970-es évek közepén folytatódott, további 19 top 10-es slágerrel (többek között a „Then and Only Then”, „Ain't Had No LovintoIpped”, és az „Ain't Love a Good Thing").
Az 1970-es évek elején Smith gyakrabban kezdett gospelt rögzíteni, ahogy egyre komolyabban vette a keresztény hitet. Ahogy egyre inkább a vallásra összpontosított, Smith a koncerteken és zenei helyszíneken kimondott vallásos magatartásáról vált ismertté. Ugyanakkor Smith több időt töltött öt gyermeke nevelésével, mint a zenével. Végül 1979-ben félig-meddig visszavonult.
Az 1980-as évek közepén rövid időre visszatért a felvételekhez az Epic Recordsnál. Az 1990-es években Marty Stuarttal való együttműködése után tért vissza végleg. Zenei barátságuk romantikussá vált, és 1997-ben házasságot kötöttek. Ezután született meg Connie Smith stúdióalbuma − 20 év után. Még két stúdióalbumot adott ki. Smith a 2024-es Love, Prison, Wisdom and Heartaches című albummal tisztelte meg társait, egy olyan feldolgozásgyűjteménnyel, amely Loretta Lynn, Merle Haggard, George Jones, Dottie West és a Tompall & the Glaser Brothers egyes dalait tartalmazza.
A barátaim nevében énekelek. Abban a reményben teszem, hogy megoszthatom őket, továbbahatom a dalaikat.
Tizenegyszer jelölték Grammy-díjra, köztük nyolcszor a legjobb női country előadás kategóriában. A Rolling Stone felvette a 100 legnagyobb country zenei előadó listájára, a CMT (televízióadó) pedig a legjobb 10 közé sorolta a country zene 40 legjobb előadónői listáján.
1965 óta tagja a Grand Ole Opry szereplőgárdájának.

## Albumok
- Connie Smith (1965)
- Cute 'n' Country (1965)
- Miss Smith Goes to Nashville (1966)
- Connie Smith Sings Great Sacred Songs (1966)
- Born to Sing (1966)
- Downtown Country (1967)
- Connie in the Country (1967)
- Soul of Country Music (1967)
- I Love Charley Brown (1968)
- Sunshine and Rain (1968)
- Connie's Country (1969)
- Young Love (avec Nat Stuckey) (1969)
- Back in Baby's Arms (1969)
- Sunday Morning with Nat Stuckey and Connie Smith (és Nat Stuckey (1970)
- I Never Once Stopped Loving You (1970)
- Where Is My Castle (1971)
- Just One Time (1971)
- Come Along and Walk with Me (1971)
- Ain't We Havin' Us a Good Time (1972)
- If It Ain't Love and Other Great Dallas Frazier Songs (1972)
- Love Is the Look You're Looking For (1973)
- A Lady Named Smith (1973)
- God Is Abundant (1973)
- That's the Way Love Goes (1974)
- I Never Knew (What That Song Meant Before) (1974)
- I Got a Lot of Hurtin' Done Today/I've Got My Baby On My Mind (1975)
- Connie Smith Sings Hank Williams Gospel (1975)
- Joy to the World (1975)
- The Song We Fell in Love To (1976)
- I Don't Wanna Talk It Over Anymore (1976)
- Pure Connie Smith (1977)
- New Horizons (1978)
- The Best of Connie Smith (1989)
- By Request (1995)
- Clinging to a Saving Hand (1995)
- Connie Smith (1998)
- Love Never Fails (avec Barbara Fairchild és Sharon White) (2003)
- Long Line of Heartaches (2011)
- The Cry of the Heart (2021)
- Love, Prison, Wisdom and Heartaches (2024)

## Filmek
- 1966: The Las Vegas Hillbillys (cameo)
- 1966: Second Fiddle to a Steel Guitar (cameo)
- 1967: The Road to Nashville (cameo)
- 1967: Hell on Wheels (cameo)
- 1998: The Hi-Lo Country
- 2008-2014: The Marty Stuart Show (153 epizód)

## Díjak
- 2012: Country Music Hall of Fame

## Fordítás
- Ez a szócikk részben vagy egészben  a   Connie Smith című német Wikipédia-szócikk ezen változatának fordításán alapul.  Az eredeti cikk szerkesztőit annak laptörténete sorolja fel. Ez a jelzés csupán a megfogalmazás eredetét és a szerzői jogokat jelzi, nem szolgál a cikkben szereplő információk forrásmegjelöléseként.